# 수프로
주식회사 수프로(영어: Suppro)는 대한민국의 조경수 유통 기업이다.

## 사업
최근 오만 환경청과 협력하여 산림 협력 방안을 논의하였고 한국의 선진 스마트 시설 양묘 기술을 소개한 바 있다.

## 사업장 현황
- 본사: 서울특별시 서초구 강남대로 27, 1301호 (양재동, 에이티센터)
- 농장: 경기도 여주시 능서면 양거리 27-1